# Havariebericht
Ein Havariebericht oder Havariegutachten (Surveyors report) ist eine differenzierte Dokumentation (Gutachten) zu Schadensereignissen im Transportwesen.
Der Havariebericht dokumentiert:
- das Schadensbild durch Darlegung der vorgefundenen Situation am Besichtigungsort, meistens unter Beifügung relevanten Bild-/Fotomaterials, Wiedergabe von Aussagen (Betroffene, Zeugen, Mitarbeiter usw.) und sonstiger relevanter Nachweise und Dokumente (Fracht-, Zoll-, Versicherungs-, Begleitpapiere).
- den Schadensumfang durch Zählen, Messen, Wiegen, Wertermittlung und Möglichkeiten der Schadensminderung.
- die Schadensursache, soweit sich diese ermitteln oder nachweisen lässt.

Der Havariebericht wird vom Frachtführer (z. B. dem Kapitän oder Schiffsführer) und/oder einem externen Sachverständigen (Havariekommissar) – in diesem Fall meist Havariegutachten genannt – vorgelegt.